# Mchowice
Mchowice – wieś w Polsce położona w województwie łódzkim, w powiecie łęczyckim, w gminie Piątek.
Wieś archidiakona kapituły kolegiaty łęczyckiej w powiecie łęczyckim województwa łęczyckiego w końcu XVI wieku. W latach 1975–1998 miejscowość administracyjnie należała do województwa płockiego.